# Catarrhini
Catarrhini (em português:  Catarríneo) é uma parvordem pertecente a subordem Haplorrhini  (em português:  haplorríneo) da Ordem Primates que se caracteriza por ter o focinho mais ou menos reto e narinas juntas dirigidas para baixo. Ela inclui os macacos do Velho Mundo, ou seja, dos continentes asiático, africano e europeu, entre os quais os Hominidae, a super-família de primatas que inclui o homem. Todos os seus representantes possuem dedos com unha, pólex e hálux (com exceção dos humanos) oponíveis e dentição com dois pré-molares. Possuem uma diversidade de 30 gêneros e 160 espécies.
Em primatas e roedores, os genes que codificam os cones estão localizados no Cromossomo X. Os macacos do Velho Mundo e hominóideos (Homem e Grandes Macacos) apresentam visão tricromática, ou seja, possuem os três tipos de cones. Pela comparação de DNA foi possível propor que os cones de uma espécie ancestral, seriam sensíveis a longos intervalos de comprimentos de onda (absorção de >500 nm a < 500 nm), característica que parece ter sido importante durante a radiação dos vertebrados. Esse arranjo ancestral tem sido mantido em sua forma original, principalmente entre os primatas do Velho Mundo.

## Taxonomia
Superfamília Propliopithecoidea (Straus, 1961)
Família Propliopithecidae (Straus, 1961)
Superfamília Pliopithecoidea (Zapfe, 1961)
Família Pliopithecidae (Zapfe, 1961)
- Subfamília Pliopithecinae (Zapfe, 1961)
- Subfamília Crouzeliinae (Ginsburg and Mein, 1980)

Família Dionysopithecidae (Harrison and Gu, 1999)
Superfamília Dendropithecoidea (Harrison, 2002)
Família Dendropithecidae (Harrison, 2002)
Superfamília Proconsuloidea (Leakey, 1963)
Família Proconsulidae (Leakey, 1963)
- Subfamília Proconsulinae (Leakey, 1963)
- Subfamília Afropithecinae (Andrews, 1992)
- Subfamília Nyanzapithecinae (Harrison, 2002)

Superfamília Cercopithecoidea (Gray, 1821)
Família Cercopithecidae (Gray, 1821)
- Subfamília Cercopithecinae (Gray, 1821)
- Subfamília Colobinae (Jerdon, 1867)

Superfamília Hominoidea (Gray, 1825)
Família Hylobatidae (Gray, 1870)
Família Hominidae (Gray, 1825)
- Subfamília Ponginae (Elliot, 1913)
- Subfamília Homininae (Gray, 1825)